# Phùng Xá, Mỹ Đức
Phùng Xá là một xã thuộc huyện Mỹ Đức, thành phố Hà Nội, Việt Nam.
Xã có diện tích 4,42 km², dân số năm 1999 là 6.477 người, mật độ dân số đạt 1.465 người/km².